# IC 2405
IC 2405 је спирална галаксија у сазвјежђу Рис која се налази на листи објеката дубоког неба у Индекс каталогу.
Деклинација објекта је + 37° 13' 6" а ректасцензија 8h 48m 42,7s. Привидна величина (магнитуда) објекта IC 2405 износи 14,5 а фотографска магнитуда 15,3. IC 2405 је још познат и под ознакама MCG 6-20-6, CGCG 180-11, ARAK 181, KUG 0845+374, IRAS 08455+3724, PGC 24766.